# Français langue étrangère
« FLE » redirige ici. Pour les autres significations, voir FLE (homonymie).
 (octobre 2024).
Si vous disposez d'ouvrages ou d'articles de référence ou si vous connaissez des sites web de qualité traitant du thème abordé ici, merci de compléter l'article en donnant les références utiles à sa vérifiabilité et en les liant à la section « Notes et références ».

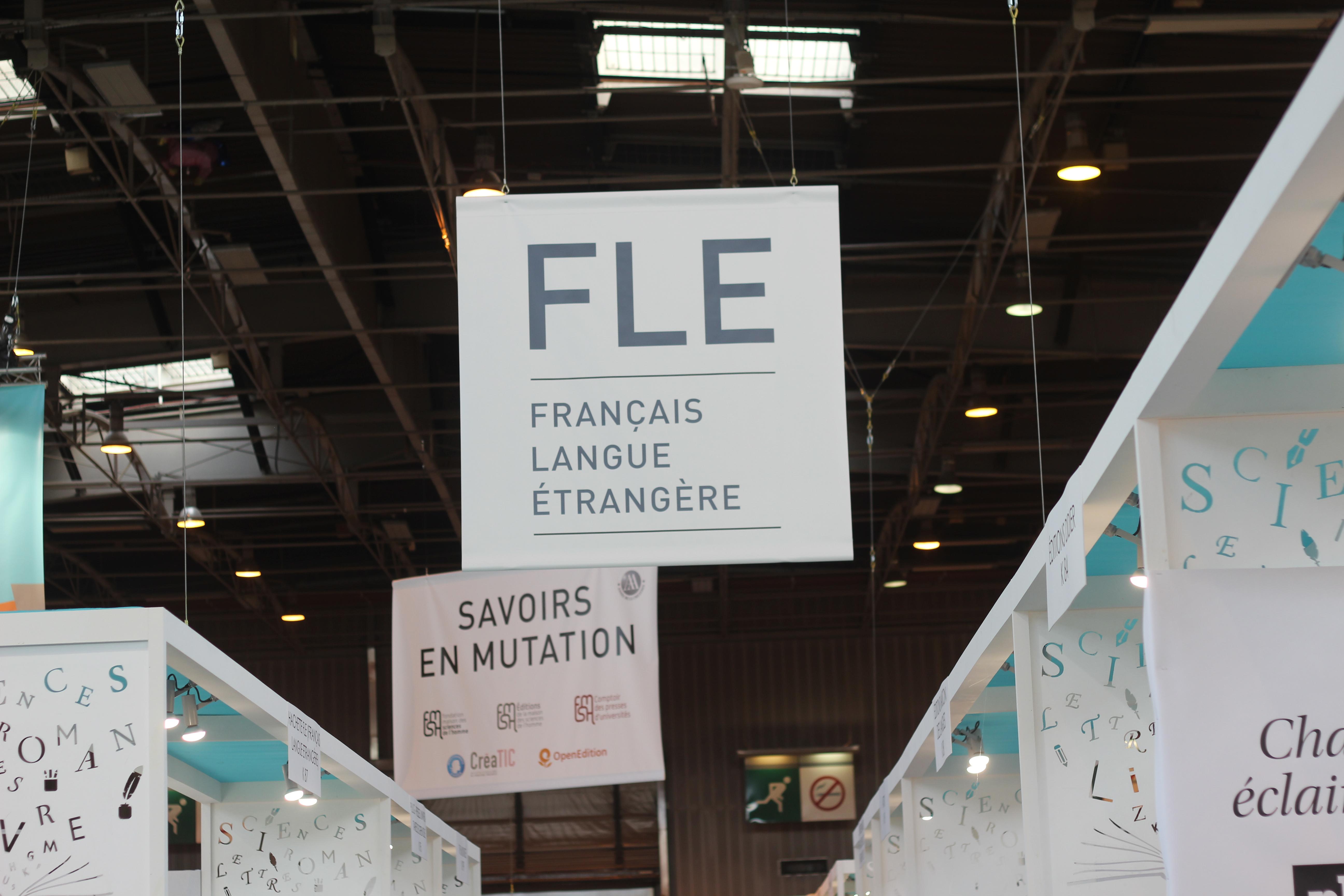
Panneau indiquant l'espace FLE au Salon du livre de Paris 2015.

Le français langue étrangère (dont l'acronyme courant, FLE, se prononce [flə]) est la langue française lorsqu'elle est enseignée à des non francophones, dans un but culturel, professionnel ou encore touristique. Il est parfois distingué du français langue seconde (FLS) et de l'alphabétisation en français, bien qu'il s'agisse du même domaine de recherche et parfois des mêmes enseignants.
Le français est appris et enseigné comme langue étrangère partout dans le monde. Les deux principaux réseaux qui diffusent la langue française sont celui des Alliances françaises et celui des Instituts français. Différents manuels sont utilisés comme supports de l'enseignement.
Les enseignants peuvent être formés dans les universités des pays francophones, ou à l'Alliance française Paris Île-de-France. Un « étudiant en FLE » suit une formation le préparant à être professeur, examinateur ou ingénieur pédagogique spécialisé dans le FLE.
Les compétences en français langue étrangère peuvent être validées par un diplôme à l'issue d'un examen, ou une attestation à l'issue d'un test. La grande majorité des certifications sont effectuées par France Éducation international (FEI, ex-CIEP).

## Apprentissage

### Enseignement dans les pays francophones

#### Écoles de langues
Les écoles de langues privées (commerciales ou associatives) ou des centres de langues universitaires accueillent chaque année près de 100 000 étudiants[réf. nécessaire] qui apprennent le français dans le cadre de leurs études. Avec la multiplication de la mobilité étudiante, ces centres se sont multipliés. Afin d'assurer la qualité d'enseignement de ces structures, depuis 2007, les ministères français de l'Éducation nationale, de l'Enseignement supérieur et de la Recherche, des Affaires étrangères et de la Culture et de la Communication ont lancé le label Qualité FLE avec quatre critères d'évaluation : l'accueil et l'hébergement, la qualité des cours et de l'enseignement, les locaux, la gestion.
En Suisse, une « École de français langue étrangère » est rattachée à la Faculté des lettres de l'Université de Lausanne (canton de Vaud). FLE fait partie du bachelor et du master ès Lettres. Des cours Satellites et un Plan libre EFLE sont à disposition des étudiants en mobilité ou allophones qui suivent d'autres études. Ces cours concernent un millier d'étudiants de plus de 70 pays.

#### Alliances françaises

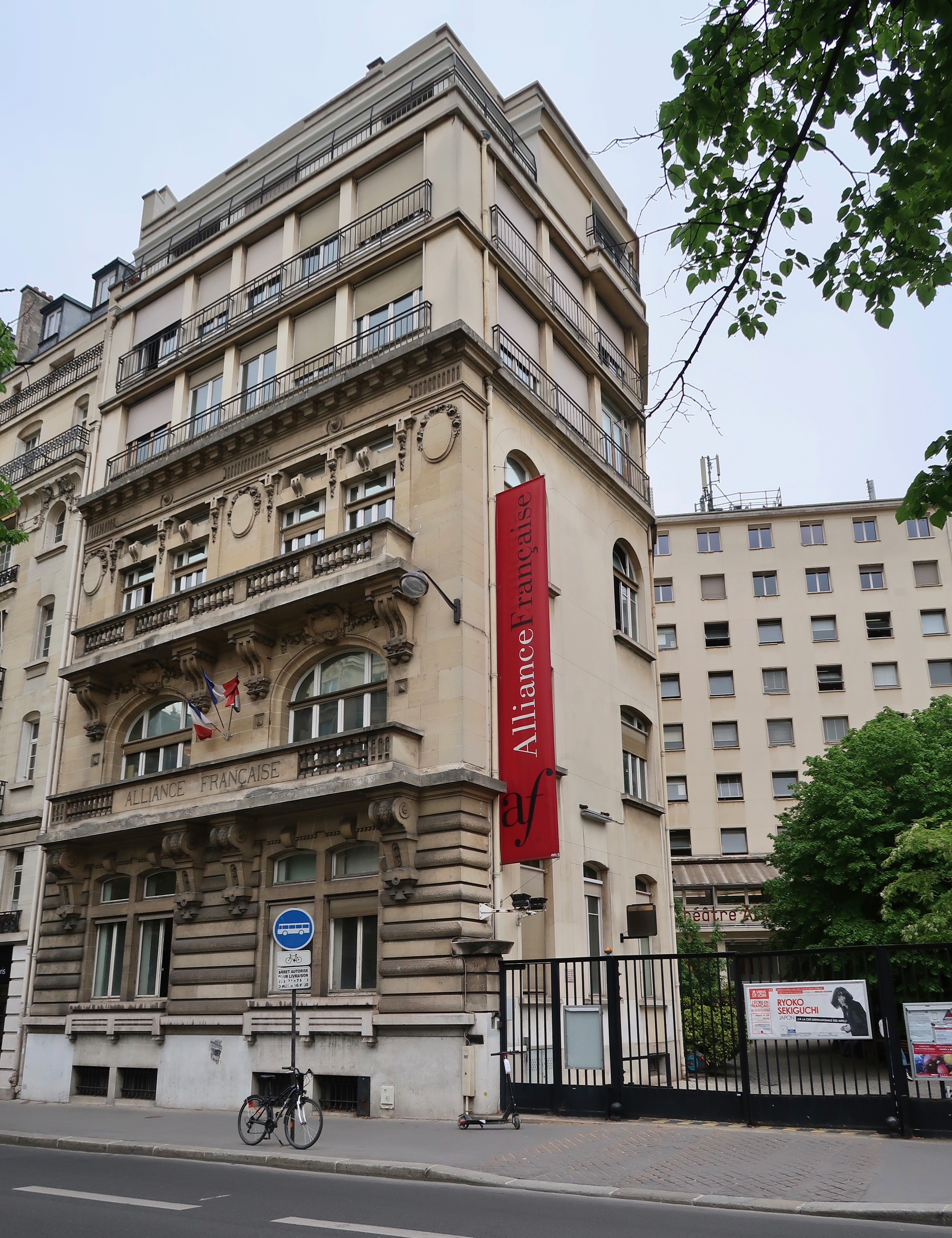
L'Alliance française Paris Île-de-France en 2019.

Associations françaises à but non lucratif, les Alliances françaises ont pour mission la promotion de la langue française et de la culture francophone à l'international. Labellisées depuis 2007, les Alliances françaises des pays francophones et non francophones sont des acteurs majeurs de l'enseignement du français langue étrangère.
Avec plus de 9 000 étudiants de 160 nationalités différentes chaque année, l'Alliance française Paris Île-de-France est la plus importante école de français langue étrangère en France.

#### Associations
Des structures à but non lucratif (maisons de quartier, centres sociaux) proposent des enseignements, le plus souvent gratuits, et parfois assurés par des bénévoles. Cependant, certaines structures associatives ou collectivités territoriales, dont l'objectif est l'intégration sociale des étrangers résidant dans un pays francophone, recrutent également des professionnels pour assurer les formations linguistiques de FLE ou d'alphabétisation.
En France, ces formations peuvent s'inscrire dans le cadre d'un contrat d'intégration républicaine (CIR), signé par le primo-arrivant et la direction territoriale de l'Office français de l'immigration et de l'intégration (OFII), représentant l'État.

#### Entreprises
En France, l'enseignement du FLE en entreprise se développe aussi à la suite de la loi de 2004 où la maîtrise de la langue française est reconnue comme compétence professionnelle. La formation peut être prise en charge dans le cadre de la formation professionnelle continue ou dans le cadre du droit individuel à la formation (DIF).

#### UPE2A (en France)
Il existe, au sein de l'Éducation nationale française, des classes spécifiques aux personnes mineures non francophones nouvellement arrivées en France : les unités pédagogiques pour élèves allophones arrivants (UPE2A).

### Enseignement dans les pays non francophones

La Fondation des Alliances françaises regroupe les Alliances françaises du monde entier.

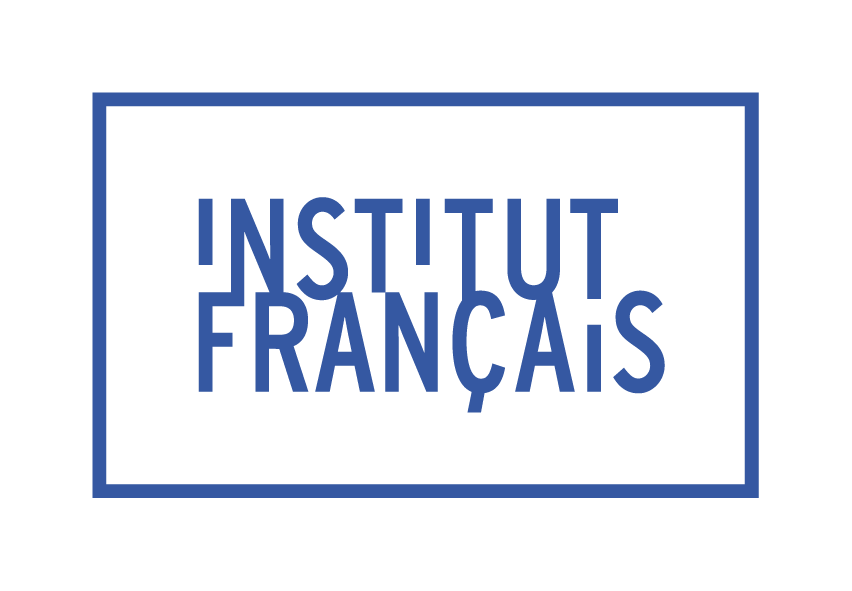
Logo des Instituts français.

La quasi-totalité des établissements du réseau culturel relevant du ministère français des Affaires étrangères (centres culturels et instituts français), dont c'est une des missions, assurent un enseignement de français aux étrangers, à la seule exception des villes où ils coexistent avec une Alliance française conventionnée, comme Lisbonne ou Zagreb, où l'Alliance française assure les cours, tandis que l'Institut français s'occupe des manifestations culturelles et de la médiathèque centre de ressources.
Les Alliances françaises, structures locales sans but lucratif, sont également reconnues par l'État français pour enseigner le FLE aux étrangers. Elles signent à cet effet des conventions avec les ambassades qui fixent des objectifs communs et attribuent le cas échéant des moyens à cet effet.
Par ailleurs, il existe de nombreux centres et écoles privés d'enseignement du français.
Les attachés de coopération pour le français et attachés de coopération éducative envoyés dans les ambassades de France à l'étranger contribuent très largement à la promotion de l'apprentissage du français dans les systèmes scolaires étrangers : promotion de sections scolaires bilingues, financement de formations pour des professeurs de l'enseignement scolaire et universitaire.

### Enseignement du FLE exclusivement en ligne
Avec l'essor des technologies numériques, l'apprentissage du français langue étrangère (FLE) s'est adapté au format en ligne, permettant aux apprenants du monde entier d'accéder à des contenus pédagogiques de qualité, quel que soit leur lieu de résidence. Les cours en ligne offrent une flexibilité accrue et la possibilité de personnaliser l'enseignement en fonction des objectifs, des besoins et des niveaux de chaque apprenant. Les cours en lignes peuvent être en 1V1 (cours particuliers) ou en groupe.

#### Écoles en ligne destinées aux enfants
Certaines plateformes et écoles se spécialisent dans l'enseignement du FLE pour les enfants, en utilisant une méthodologie adaptée à leur développement cognitif et à leurs besoins spécifiques. Ces cours intègrent des activités interactives et ludiques pour stimuler leur intérêt et renforcer leur apprentissage. Contrairement à l'approche utilisée pour les adultes, l'enseignement aux enfants met davantage l'accent sur la répétition, la contextualisation et l'apprentissage naturel par le jeu et les activités créatives.
De plus, les enseignants spécialisés dans ce domaine ajustent leur pédagogie pour répondre aux attentes des parents tout en respectant les normes éducatives internationales, telles que celles définies par le Cadre européen commun de référence pour les langues (CECRL). Ces pratiques garantissent une progression linguistique structurée, adaptée à l'âge et au niveau de chaque enfant.

### Auto-apprentissage
Le français peut être appris sur Babbel, Busuu, Duolingo, Gymglish (+ Aimigo Coach) et Lingvist.

## Formation initiale et continue des enseignants et formateurs

### Filières universitaires

#### En France
La maîtrise de FLE a été créée dans les universités françaises par arrêté du 25 janvier 1983, renouvelé par les arrêtés du 9 février 1993 et du 30 avril 1997. Depuis la mise en place du système LMD, la plupart des universités habilitées à délivrer la maîtrise FLE préparent des masters professionnels ou de recherche dont la première année (M1) a un parcours inspiré de l'ancienne maîtrise FLE.
En 2024-2025, les universités françaises formant au master de FLE sont :
- l'université d'Aix-Marseille,
- l'université d'Angers,
- l'université catholique de l'Ouest,
- l'université des Antilles,
- l'université d'Artois,
- Avignon Université,
- l'université Marie-et-Louis-Pasteur,
- le Centre de linguistique appliquée de Besançon,
- l'université Bordeaux-Montaigne,
- l'université du Littoral-Côte-d'Opale,
- l'université de Bretagne-Occidentale,
- l'université de Caen-Normandie,
- l'université Savoie-Mont-Blanc,
- l'université Clermont-Auvergne,
- le CAVILAM,
- l'université Grenoble-Alpes,
- l'université de Lille,
- l'université Lumière-Lyon-II,
- Le Mans Université,
- l'université de Lorraine,
- l'université de Montpellier Paul-Valéry,
- Nantes Université,
- l'université Côte-d'Azur,
- l'université d'Orléans,
- l'université Sorbonne-Nouvelle,
- la faculté des lettres de Sorbonne Université,
- l'université Paris-Cité,
- l'université Paris-VIII,
- l'INALCO,
- l'université Paris-Nanterre,
- l'université de Pau,
- l'université de Perpignan Via Domitia,
- l'université de Poitiers,
- l'université Rennes-II,
- l'université de La Réunion,
- l'université de Rouen-Normandie,
- l'université Jean-Monnet-Saint-Étienne,
- l'université de Strasbourg,
- l'université Toulouse-Jean-Jaurès,
- l'université de Tours.

L'enseignement à distance est possible pour certaines universités dont l'université d'Angers (M1), l'université des Antilles, l'université d'Artois, l'université de Franche-Comté, l'université Grenoble-Alpes, l'université de Lille, l'université Paul-Valéry-Montpellier-III (M1), l'université de La Réunion, l'université Sorbonne-Nouvelle, l'université de Rouen, l'université du Mans et l'université de Bourgogne.
Certaines universités proposent également un diplôme universitaire (DU) FLE.

#### En Belgique
L'Université libre de Bruxelles (ULB) propose elle aussi un master en FLE. Celui se combine avec l'agrégation, permettant l'enseignement en Fédération Wallonie-Bruxelles, éventuellement une deuxième langue (anglais, allemand, néerlandais, espagnol).
La Vrije Universiteit Brussel (VUB) propose également une spécialisation en FLE, ceci parce que l'enseignement en Belgique dépend des différentes communautés dont la langue principale est différente respectivement.
L'Université de Liège (ULiège) propose elle aussi un master en FLE, notamment une version en codiplomation avec l'Université de la Sorbonne, ainsi que plusieurs autres formations de didactique du FLE pendant l'année (Certificat) et l'été (Formation intensive), éventuellement en combinaison avec d'autres études et formations. Ces enseignements sont en rapport avec les nombreux projets de recherche en didactique du FLE également menés à l'ULiège. L'ULiège a organisé en juillet 2016 le congrès mondial de la Fédération internationale des professeurs de français qui est actuellement présidée par le Prof. Jean-Marc Defays.

### Diplômes de l'Alliance française Paris Île-de-France
L'Alliance française Paris Île-de-France est le berceau des méthodes de FLE et a développé en premier des formations pour des professeurs de FLE depuis 1886. Les professeurs formés à Paris partaient ensuite enseigner le français dans le réseau des Alliances françaises du monde.

#### Diplôme professionnel de l'Alliance française de Paris (DPAFP)
Le professorat (1948) est le diplôme historique de l'Alliance française de Paris pour les professeurs de français langue étrangère, il s'intitule désormais le diplôme professionnel de l'Alliance française de Paris (DPAFP) et se déroule à Paris sur une durée de cinq mois.

#### Diplôme d'aptitude à l'enseignement du français langue étrangère (DAEFLE)
L'Alliance française Paris Île-de-France propose également en partenariat avec le Centre national d'enseignement à distance (CNED) un diplôme d'enseignement à distance pour les professeurs de FLE : le diplôme d'aptitude à l'enseignement du français langue étrangère (DAEFLE).
La formation au DAEFLE est accessible aux bacheliers après la réussite d'un test. Elle est composée de cinq modules fondamentaux :
- Éléments de didactique et méthodologie générale du FLE (120 heures)
- Phonétique et méthodologie de la prononciation (120 heures)
- Enseigner la grammaire en FLE (60 heures)
- L'évaluation en FLE (60 heures)
- Observation et guidage de classe (60 heures) ou Stage pratique en présence pour les centres conventionnés avec l'Alliance française Paris Île-de-France (60 heures)

et un module de spécialisation parmi :
- Méthodologie de l'enseignement de la civilisation et de la littérature (60 heures)
- Enseigner le français sur objectif spécifique (60 heures)
- Le FLE aux enfants (60 heures)
- Les technologies de l'information et de la communication en classe de langue (60 heures)
- Enseigner le français à des adultes peu ou pas scolarisés : outils et pratiques (60 heures)

L'examen final comporte deux épreuves : une transversale en deux parties et une de spécialisation.

### Autres formations
Parmi les autres institutions proposant de telles formations hors des parcours universitaires diplômants, on peut relever :
- le CAVILAM de Vichy[11] ;
- Le français des affaires de la CCI Paris Île-de-France[12] qui propose une université d'été[13][Passage à actualiser] ;
- le Centre de linguistique appliquée (CLA) de l'université de Franche-Comté (Besançon)[14] ;
- France Éducation international (FEI) qui propose notamment les stages BELC d'hiver et d'été (universités d'hiver ou d'été des métiers du FLE)[15] ;
- le Centre universitaire d'études françaises (CUEF) de l'Université Stendhal de Grenoble[16].
- l'école de FLE ALPADIA de Lyon[17].

Hors France, le Collège universitaire de formation des maîtres de langues étrangères de Wrocław (Pologne) propose une formation de didactique du FLE.

### Reconnaissance de la formation
À la fin des années 2000, le FLE souffre depuis ses débuts d'un manque de reconnaissance des quatre ministères français (ministère de l'Éducation nationale ; ministère de l'Enseignement supérieur ; ministère des Affaires étrangères et européennes ; ministère de l'Immigration, de l'Intégration, de l'Identité nationale et du Codéveloppement) dont dépendent le recrutement des métiers du FLE/FLS.
En France, les nombreuses demandes des principaux acteurs pour la création d'un certificat d'aptitude au professorat de l'enseignement du second degré (CAPES) FLE n'ont jamais abouti et les enseignants exerçant dans les UPE2A ou dans les départements de FLE au niveau universitaire se retrouvent bien souvent dans des situations administratives inextricables, les empêchant d'accéder à la titularisation. À l'étranger, hormis dans le réseau culturel du MAE, la spécialisation FLE reste encore peu connue et n'est pas considérée dans la plupart des cas comme un critère déterminant au niveau du recrutement des enseignants dans les universités et écoles privées de langue.

## Diplômes et tests

### Ministère français de l'Éducation nationale

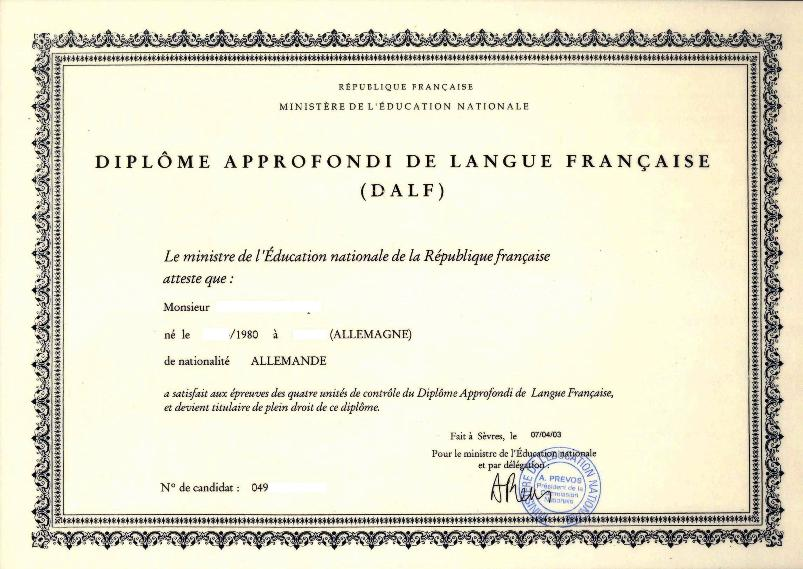
Diplôme approfondi de langue française (DALF) délivré en 2003.

Les certifications du ministère de l'Éducation nationale sont gérées par France Éducation international. Au milieu des années 2020, elles sont au nombre de quatre :
- le diplôme initial de langue française (DILF) ;
- le diplôme d'études en langue française (DELF) ;
- le diplôme approfondi de langue française (DALF) ;
- le test de connaissance du français (TCF).

### Chambre de commerce et d'industrie de Paris
Les diplômes de français professionnel (DFP) sont des certifications de français des affaires qui attestent des compétences de communication écrites et orales en français dans les principaux domaines du monde professionnel : affaires, droit, santé, diplomatie, tourisme et hôtellerie, sciences et techniques, mode-design. Ces diplômes sont indexés sur différents niveaux du Cadre européen commun de référence pour les langues du Conseil de l'Europe (CECRL). Ces diplômes, au nombre de dix-sept, s'obtiennent à l'issue d'une formation délivrée par Le français des affaires de la Chambre de commerce et d'industrie de Paris (CCIP) ou par l'un des centres agréés de son réseau.
Les épreuves, construites à partir de situations professionnelles réelles, sont adaptées au monde économique actuel.
Elle propose aussi le test d'évaluation de français (TEF).

### Alliances françaises
Les Alliances françaises sont pour la plupart centres d'examen pour le DELF et le DALF, ainsi, assez souvent, que des certifications de la CCIP.
Jusqu'en 2008, l'Alliance française Paris Île-de-France proposait des diplômes de français :
- Certificat d'études de français pratique 1 (CEFP1) ;
- Certificat d'études de français pratique 2 (CEFP2) ;
- Diplôme de langue (DL) ;
- Diplôme supérieur langue et culture françaises (DSLCF) ;
- Diplôme de hautes études françaises (DHEF).

Depuis 2008, l'Alliance française Paris Île-de-France a renoncé à sa gamme propre de diplômes et a décidé de privilégier la préparation et la délivrance des diplômes :
- du ministère français de l'Éducation nationale : TCF, DELF, DALF ;
- et de la CCIP : diplôme de français professionnel (DFP) et test d'évaluation de français (TEF).

Ainsi, cinq sessions d'examen du DELF-DALF ont lieu chaque année à l'Alliance française Paris Île-de-France. L'école propose également des cours de préparation à ces examens.